# Murder by Death
Murder by Death ist eine US-amerikanische Rockband aus Bloomington. Sie wurde 2001 gegründet und war in den 2010er Jahren mit mehreren Alben in den US-Charts erfolgreich.

## Bandgeschichte
Die Band wurde Anfang der 2000er Jahre in Indiana unter dem Namen Little Joe Gould gegründet. Adam Turla, Alex Schrodt, Matt Armstong, Sarah Balliet und Vincent Edwards bildeten die Anfangsformation. Geoff Rickly von Thursday entdeckte das Quintett bei einem Auftritt in ihrem Herkunftsort Bloomington und vermittelte sie an Eyeball Records, das Label eines Freundes. 2001 veröffentlichten sie ihre erste EP unter dem ursprünglichen Namen, entschieden sich dann aber für den Bandnamen Murder by Death nach dem Originaltitel der Krimikomödie Eine Leiche zum Dessert.
Im August 2002 erschien unter dem neuen Namen ihr Debütalbum Like the Exorcist, but More Breakdancing. Nachdem sie mit Bands wie Cursive, Interpol und The American Analog Set getourt hatten, folgte bereits ein Jahr später mit Who Will Survive, and What Will Be Left of Them? das zweite Album. Beide Titel waren wie der Bandname Anspielungen auf Filme, nämlich dem Titel von Der Exorzist und einer Werbung für Das letzte Haus links. Dem Album folgten erneut ausgiebige, landesweite Touren.
Im Jahr darauf verließ Pianist Edwards wegen eines Studiums die Band, sie machten zu viert weiter, wobei Cellistin Balliet auch Keyboard beisteuerte. Sie ließen sich auch mehr Zeit bis zu ihrem nächsten Album und holten sich die Unterstützung von James Robbins, einem erfahrenen Produzenten. Wie der Vorgänger ist auch In Bocca al Lupo ein Konzeptalbum und bezieht sich thematisch auf Alighieris Göttliche Komödie. Der Titel ist ein italienischer Ausspruch, der etwa so viel bedeutet wie „Hals- und Beinbruch“ im Deutschen. In Bocca al Lupo erschien im Frühjahr 2006 und brachte Murder by Death die erste Platzierung in den Heatseekers Charts.
Mit dem Nachfolger Red of Tooth and Claw knüpften sie 2008 inhaltlich und musikalisch daran an und hatten damit auch ähnlichen Erfolg. Ihre Musik wurde rockiger als in den Anfangsjahren und beinhaltete Elemente von Gothic und Country-Rock. Gleiches gilt für ihr fünftes Studioalbum Good Morning, Magpie. Ohne geschlossenes Konzept erzählt es düstere Lebensgeschichten. Diesmal gelang ihnen sogar der Einstieg auf Platz 200 der US-Albumcharts.
Nachdem schon 2007 mit Alex Schrodt das zweite Gründungsmitglied die Band verlassen hatte – am Schlagzeug folgte ihm Dagan Thogerson –, kam 2011 mit dem Multiinstrumentalisten Scott Brackett wieder ein fünftes Bandmitglied hinzu. Die nächste Albumproduktion finanzierte die Band danach erstmals über Crowdfunding und brachte es bei Kickstarter auf den bis dahin drittgrößten Betrag seit Bestehen der Plattform. Bitter Drink, Bitter Moon, erneut ein düster-makaberes Erzählalbum, erschien 2012 und war mit Platz 76 in den offiziellen Charts ihr erfolgreichstes Album. Als Zeichen der Fanverbundenheit wurde im selben Jahr unter dem Titel As You Wish auch ein Album mit Coverversionen veröffentlicht, die auf Fanwünsche zurückgingen.
Erneut griffen sie auf die Internetfinanzierung zurück, als drei Jahre später Big Dark Love produziert wurde. Der Titel beschreibt die thematische Zuwendung zu den dunkleren Seiten der Liebe. Mit Platz 130 in den Billboard 200 war es nicht ganz so erfolgreich wie das Album zuvor. Parallel gab es eine zweite Auflage von As You Wish.
Nachdem zuvor schon David Fountain Neuzugang Brackett ersetzt hatte, verließ vor der Veröffentlichung eines weiteren Albums mit Matt Armstrong der dritte Gründer die Band, so dass nur Sänger Turla und Cellistin Balliet die gesamte Bandgeschichte mitprägten. Tyler Morse hieß der Nachfolger an der Bassgitarre. Die Einbindung der Fans über das Crowdfunding behielt die Band weiter aufrecht und das neunte Album The Other Shore wurde wieder im Internet finanziert. Stilistisch ging es weiter in Richtung traditioneller Musik, so dass es außer in den Rock- auch in den Americana/Folk-Charts gelistet wurde, wo es 2018 Platz 4 erreichte. Mit Platz 170 in den offiziellen Charts konnte es aber nicht an die Vorgänger anknüpfen. As You Wish, Vol. 3 erschien im selben Jahr.
Murder by Death waren trotz der konzeptionierten Alben aber auch wesentlich eine Liveband, weshalb die COVID-19-Pandemie ab 2020 die Bandaktivitäten teilweise zum Erliegen brachte. Sie nutzten die Zeitm um Ende 2020 ein Weihnachtsalbum einzuspielen und zu veröffentlichen.

## Diskografie
Alben
- Like the Exorcist, but More Breakdancing (2002)
- Who Will Survive, and What Will Be Left of Them? (2003)
- In Bocca al Lupo (2006)
- Red of Tooth and Claw (2008)
- Finch (EP, 2009)
- Good Morning, Magpie (2010)
- Bitter Drink, Bitter Moon (2012)
- Big Dark Love (2015)
- The Other Shore (2018)
- Lonesome Holiday (Weihnachtsalbum, 2020)
- Spell/Bound (2022)